# 에너지 개발

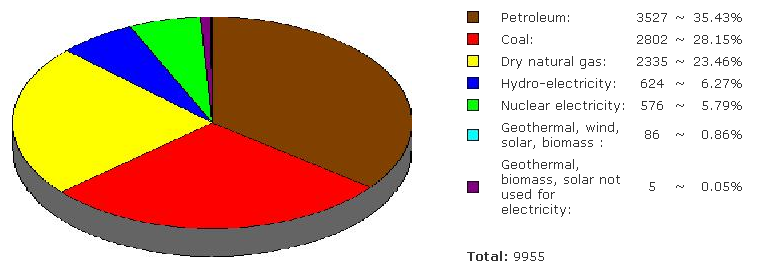
2006년 전 세계 에너지원의 모식도

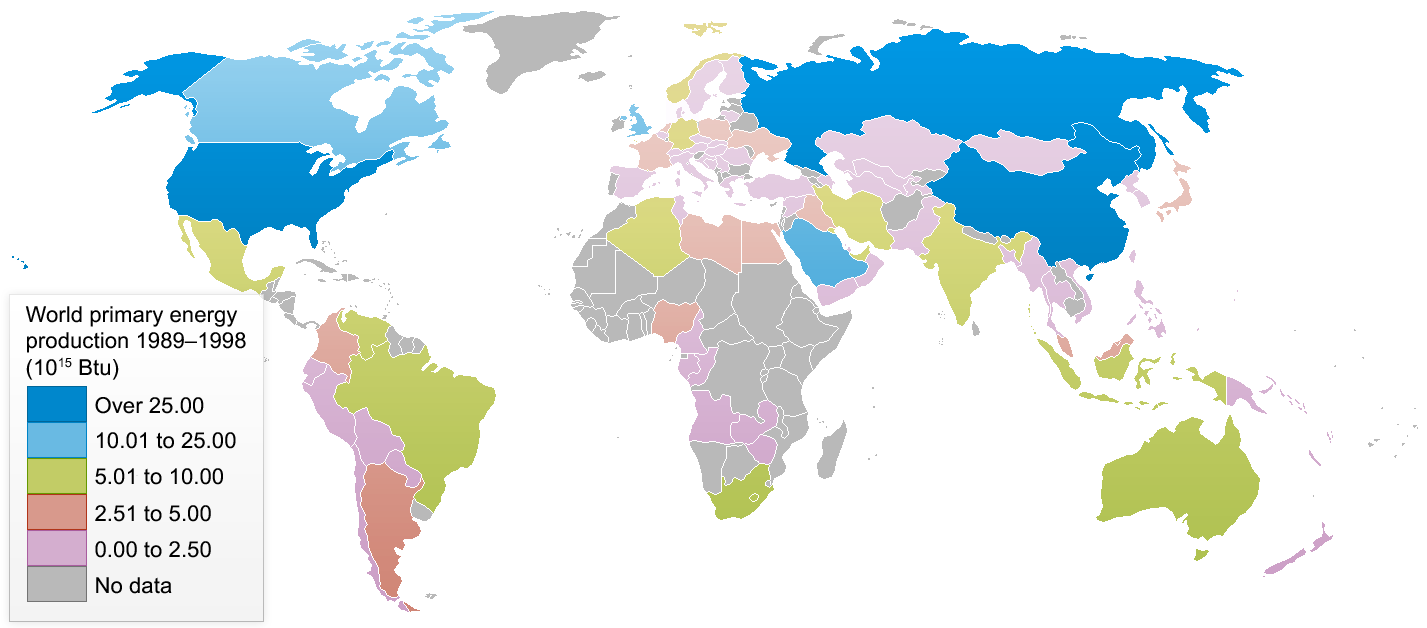
1989 ~ 1999년까지의 에너지 생산

에너지 개발(Energy development)은 공급량, 비용, 대기 오염 및 수질 오염에 대한 영향, 기후 변화 등을 고려하여 충분한 1차 에너지원과 2차 형태의 에너지를, 가능하면 재생가능 에너지로 개발하려는 작업이다.
기술 발전에 따라 사회는 운송, 물품 생산, 에너지 공급 등에 막대한 외부 에너지를 사용하고 있다. 이러한 에너지는 사람들이 난방, 환기, 공기조절 시스템을 통해 알맞은 환경에서 생활할 수 있도록 도와주고 있다. 외부 에너지원의 사용 비율은 국가마다 기후, 편리성, 교통 체증의 정도, 오염, 이용 가능한 국가 자원에 따라 다르다.

## 재생 가능한 에너지원

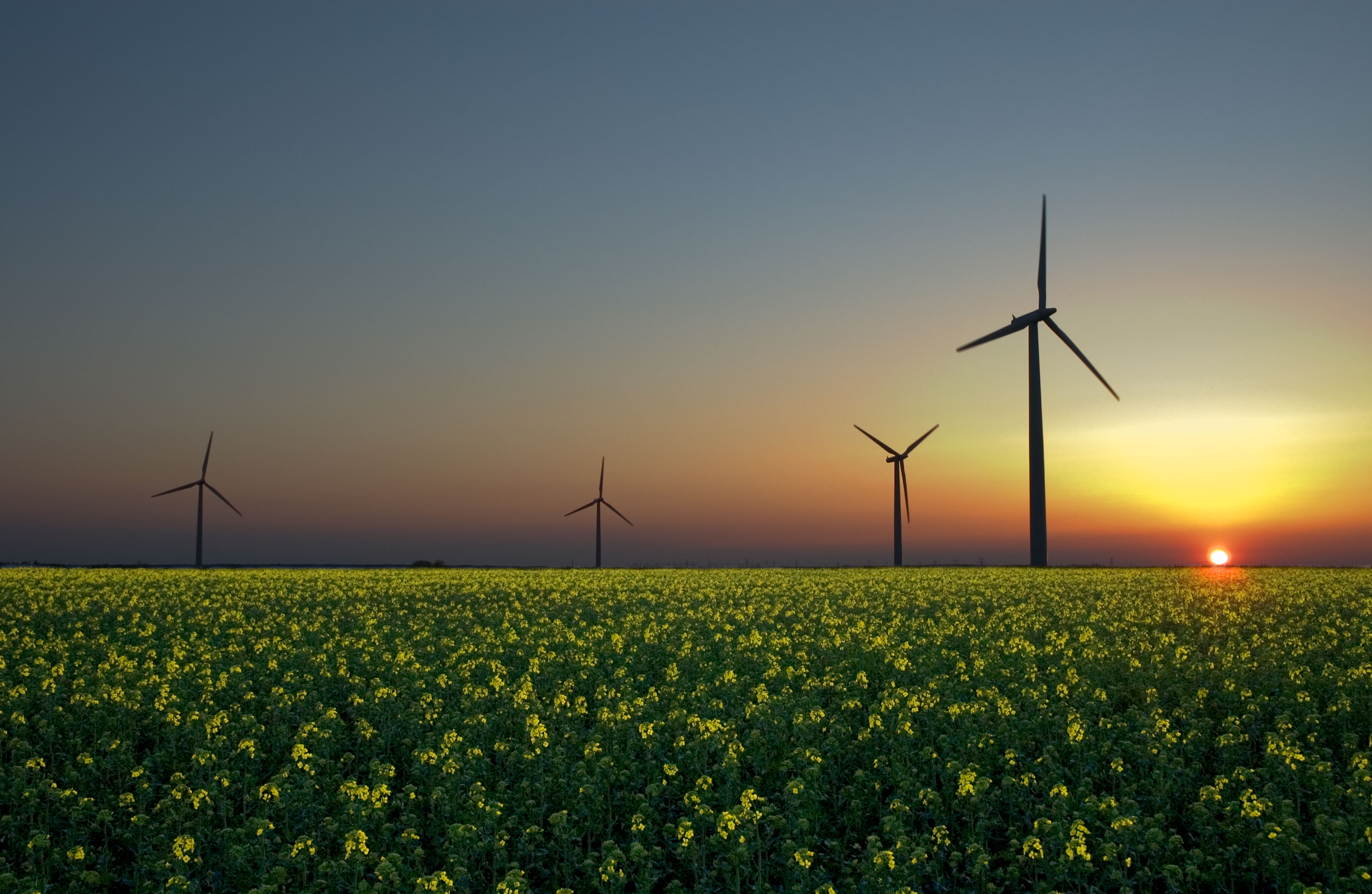
바람, 햇빛, 바이오매스 등은 재생 가능한 에너지다.

재생 가능한 에너지는 햇빛, 바람, 비, 지열 등 자연적으로 재보충되는 천연 자원에서 나는 에너지다. 이들은 화석 연료와 핵연료에 대해 대안으로 제시되었으며, 7~80년대에는 ‘대체 에너지’라는 이름으로 불렸다. 2008년, 세계 에너지 소비 중 19%가 재생 가능한 에너지였으며, 그 중 13%는 주로 난방을 위해 사용된 바이오매스 에너지, 3.2%는 수력 발전이었다. 또, 신 재생 에너지 (현대 바이오매스, 풍력, 태양광, 지열, 바이오연료)도 2.7%를 차지하였으며 매해 비율이 증가하는 추세다.
풍력 발전은 매해 30%씩 늘고 있으며, 2009년 현재 세계적으로 158 기가와트의 전력이 사용되고 있고, 특히 유럽, 아시아, 미국에서 많이 사용되고 있다. 한편, 태양광 발전은 독일, 스페인에서 폭넓게 사용되어 현재 21기가와트가 생산되고 있다. 태양열 발전소는 미국과 스페인에서 가동되고 있으며, 이 중 가장 큰 것은 모하비 사막에서 354 메가와트를 생산하고 있다. 세계 최대의 지열 발전소는 캘리포니아주의 “더 게이저” (The Geyser)로, 750메가와트가 생산되고 있다. 브라질은 세계 최대의 재생가능 에너지를 생산하는 나라 중 하나로, 사탕수수에서 추출한 에탄올 연료는 현재 브라질 차량 연료의 18%를 책임지고 있다. 에탄올 연료는 미국에서도 폭넓게 사용되고 있다.
기후 변화에 대한 걱정은 고유가, 피크 오일, 정부 지원 증가 등과 함께 재생 가능 에너지 관련 법안 통과와 상업화를 촉진시키고 있다. 과학자들은 2030년까지 풍력, 태양 에너지만으로 지구 에너지 수요의 100%를 공급하는 계획을 세워놓은 상태다.
많은 재생 가능 에너지가 대규모로 만들어지긴 하지만, 개중에는 지방 및 외곽 지역에서 사용하기 적합한 것들도 있다. 전 세계적으로 약 300만 가구가 태양열 시스템을 사용하고 있으며 촌락 정도의 규모에 알맞게 개조된 초초소수력 시스템도 사용되고 있다. 3000만 가구 이상이 가정용 소화조를 이용한 바이오가스를 조명 및 요리에 사용하고 있다. 바이오매스 오븐은 1억 6천만 가구가 사용하고 있다.

### 풍력

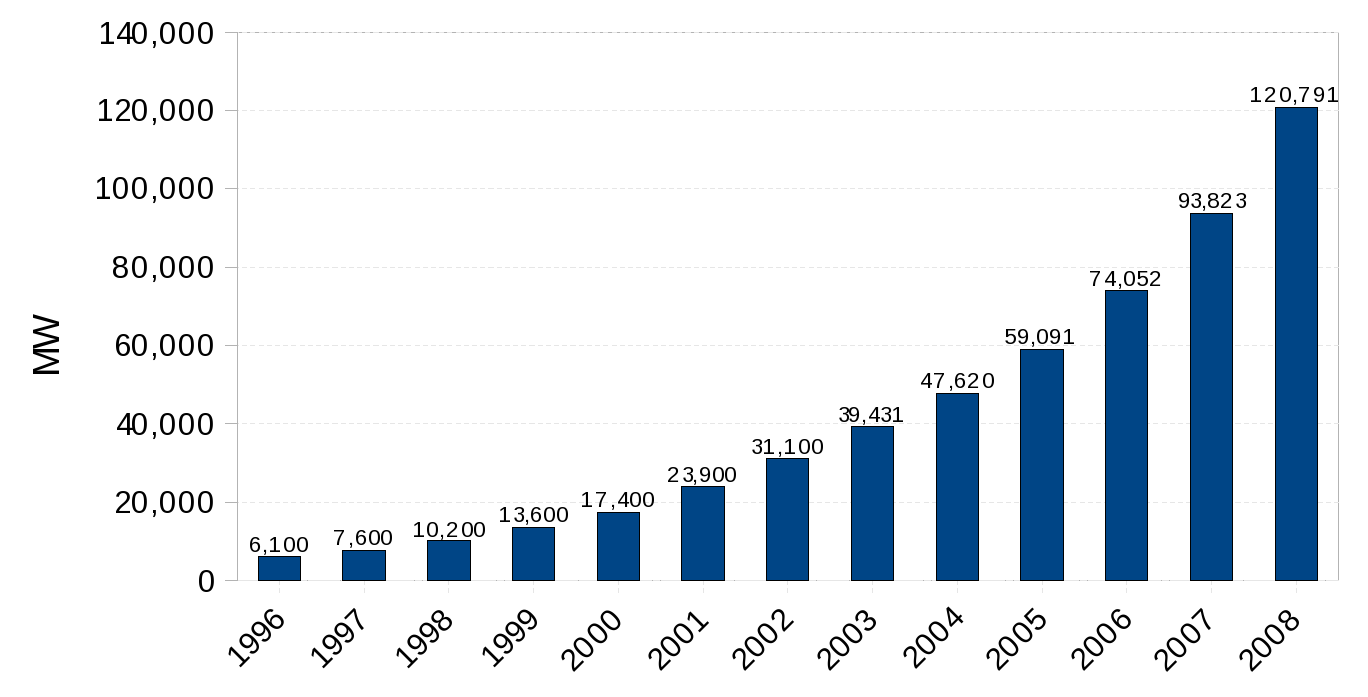
세계적으로 설치된 풍력 발전소 1996-2008

풍력 발전은 바람의 힘을 이용하여 터빈을 돌린다. 이는 자석의 회전으로 전기를 생산하게 된다. 풍력 발전을 위한 풍차가 모여있는 곳을 윈드 팜 (wind farm)이라고 한다. 풍력 발전은 매해 30%씩 증가하고 있어, 2009년 세계적 발전량은 158 기가와트에 달하고 있다. 주로 발전이 이뤄지는 곳은 유럽, 중국, 미국 등이 있다. 세계 전기 소비량의 1.3% 정도를 풍력 발전으로 만들어진 전기가 차지하고 있다.
미국 내에서의 풍력 발전은 크게 성장하고 있는 분야이며, 2008년 말 이미 25기가와트를 생산하고 있었다. 2010년 11월 기준으로, 세계 최대의 윈드팜은 미국의 로스코 윈드 팜 (781MW)이다.

### 수력 발전

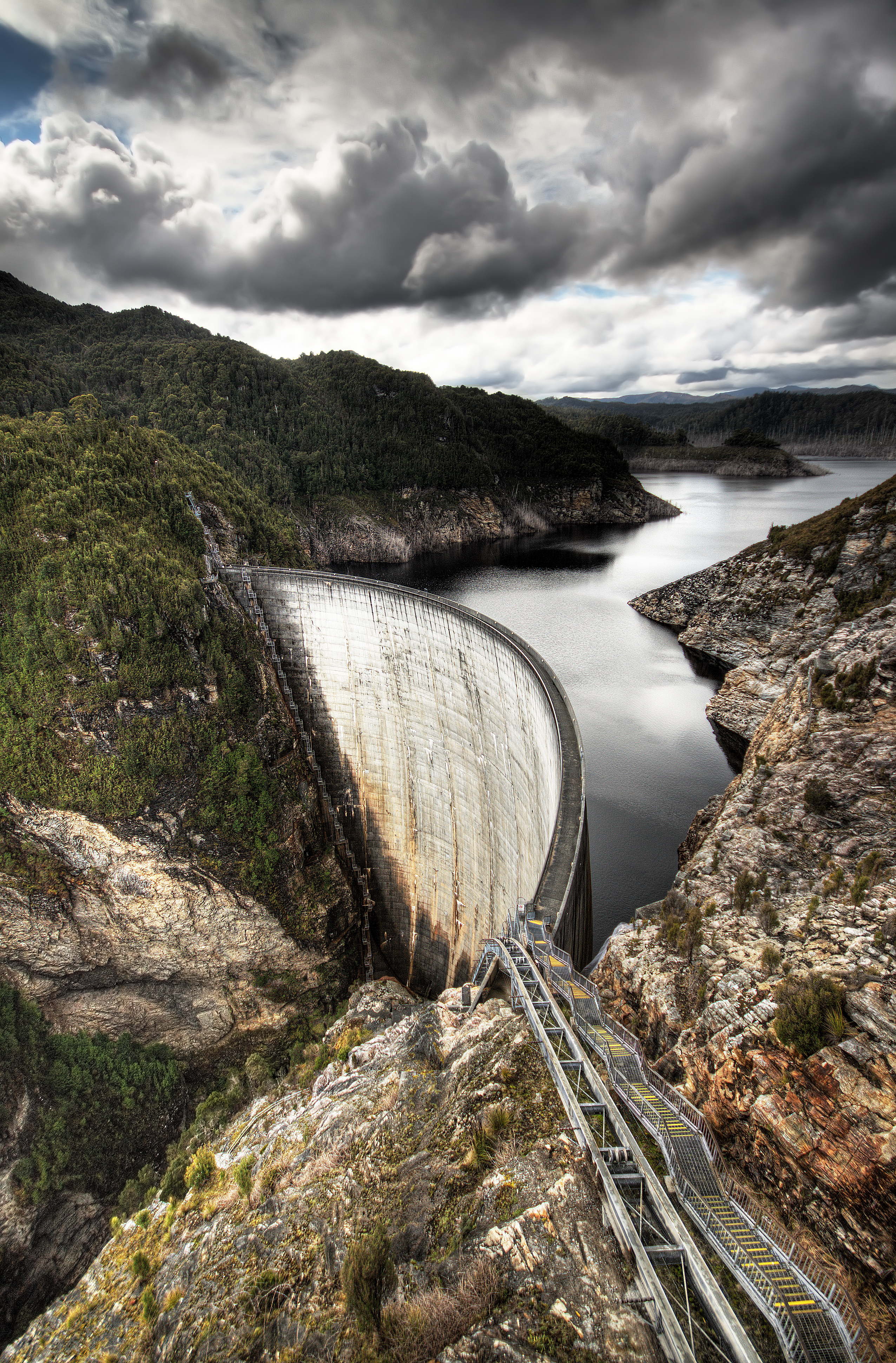
태즈매니아의 고든 댐은 거대한 수력 발전 시설로 430메가와트를 생산하고 있다

수력 발전은 중력에 의한 물의 위치 에너지를 이용하여 전기를 만든다. 한 장소를 선정하여 댐 또는 용수로를 사용하며, 이로 인해 터빈 또는 물레방아를 돌려 곡식을 찧는 등의 농업 활동을 하거나 전기 발전기를 가동시킬 수 있다.
일반적으로 댐은 탄소 가스를 배출하지 않는 친환경적인 에너지로 생각되고 있으나, 아마존강의 한 댐의 경우 그 안에서 유기물이 부패하여 메탄이 대량으로 배출되어, 같은 면적에서 만드는 석유 발전보다 3.6배 많은 온실 가스를 배출한다는 결과가 나온 적도 있었다. 이것은 댐 건설에 앞서 해당 지역에 있는 삼림을 정리해야하는 필요성을 얘기하는 것이다. 현재 ‘댐 없는 수력 발전소’인 “지하수 터빈”이 연구 중이다.

### 태양 에너지

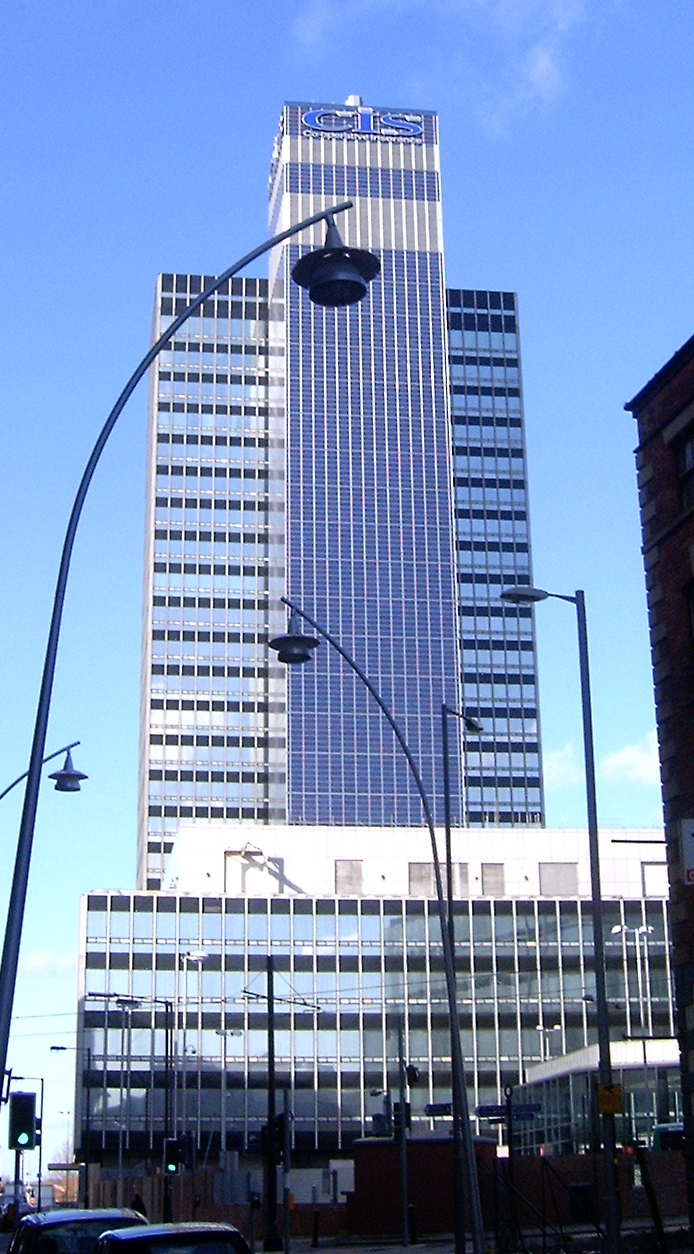
영국 맨체스터는 550만 파운드를 들여 CIS 타워를 태양광 패널로 덮었다. 2005년 11월부터 전국 송전선망에 전기를 공급하기 시작하였다.

태양 에너지 발전은 태양 전지를 사용하여 햇빛을 전기로 바꾸는 것, 혹은 태양열을 집적하여 물이나 공기를 데우는 것 (태양열 패널 또는 쌍곡선형 거울이 사용된다), 혹은 창문을 통해 들어오는 태양열로 난방을 하는 것이 포함된다. 태양 전지는 태양광 조사량이 가장 많은 곳에 설치된다. 미국 대륙의 전기 수요량은 연당 3.7×1012 kW·h이다. 그러므로, 20% 효율을 가정하면, 3500 평방 마일 (애리조나주 면적의 3%)의 대지를 태양 전지로 가득 채울 경우 미국 전 지역에 전기를 공급할 수 있다.
2009년 말, 태양 발전량은 21 기가와트를 넘어섰으며 태양광 발전소는 독일과 스페인에서 널리 쓰이고 있다. 태양열 에너지 발전소는 미국과 스페인에 있으며, 이 중 모하비 사막에 있는 것이 354메가와트로 가장 많은 전기를 생산하고 있다.
중국은 2008년 7월까지 2000톤의 실리콘 회로를 생산하고, 2010년 말까지는 6000톤을 생산하여 태양 전지를 본격적으로 제작할 준비를 하고 있다. 이를 위해 많은 국제 자본이 중국 내로 유입되고 있다. 또 중국은 후앙바이유와 동탄 환경 도시에 대규모 독립 태양 에너지 도시들을 짓고 있다. 디자인 대부분은 윌리엄 맥도너 등의 미국인들이 맡았다.

### 농업용 바이오매스

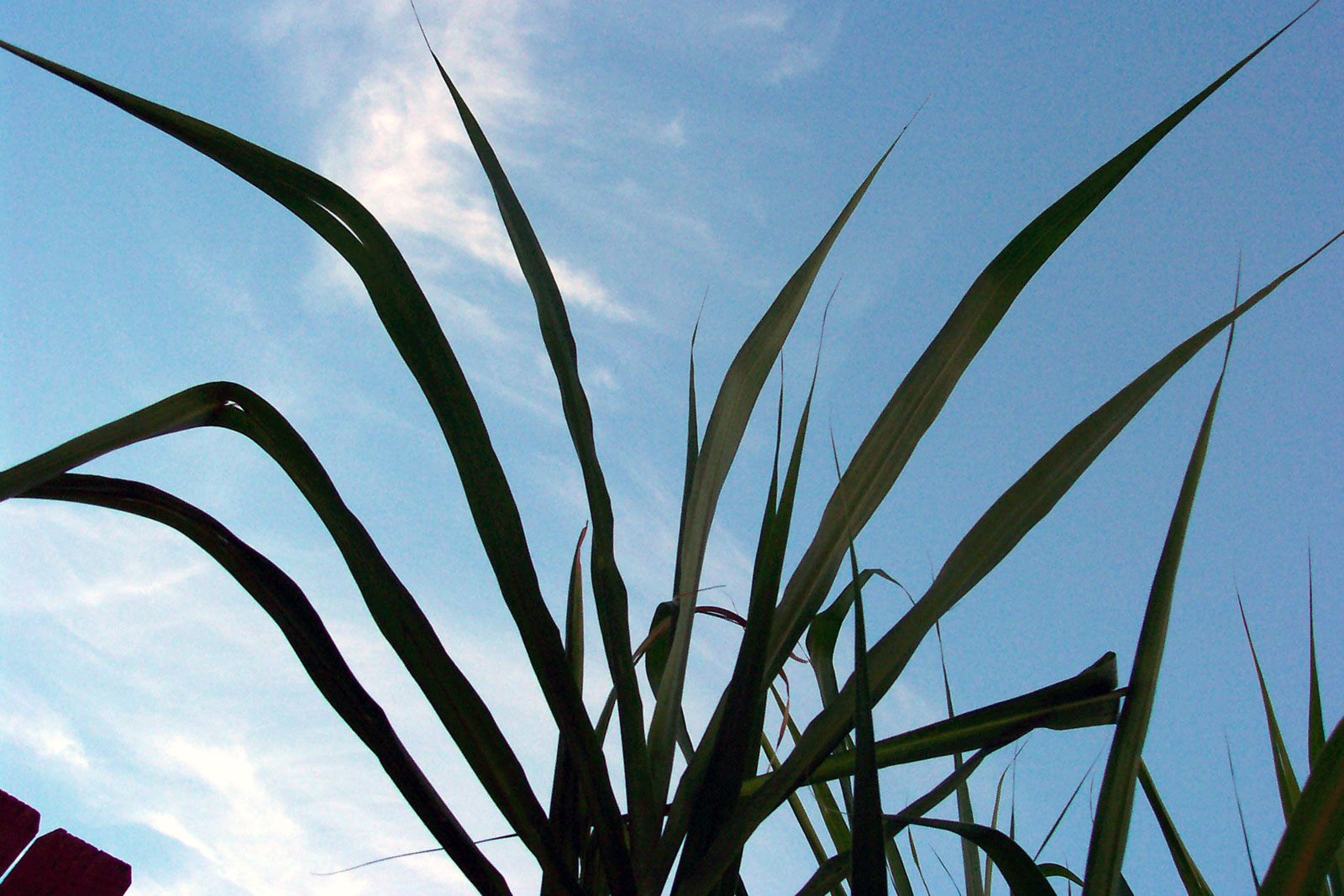
사탕수수 잔해물은 바이오 연료로 사용될 수 있다

바이오매스 생산은 쓰레기나 옥수수 같은 식물 등의 재생 가능 자원을 사용하여 전기를 생산하는 것이다. 쓰레기가 분해되면서 나오는 메탄이 파이프를 통해 모아지고, 이것을 태워서 전기를 생산하는 것이다. 식물과 나무는 불에 태워서 바로 에너지를 생산할 수도 있고, 가공하여 알코올을 만들 수도 있다. 브라질은 현재 세계 최대 재생 가능 에너지 프로그램을 진행 중으로, 사탕수수로 만든 에탄올 연료는 이미 국가 자동차 연료의 18%를 공급하고 있다. 에탄올 연료는 미국에서도 광범위하게 사용되고 있다.
식물성 기름은 햇빛, 물, 이산화탄소로 식물에 의해 만들어진다. 가솔린이나 디젤 경유보다 발화점이 높아 사용하고 저장하기가 안전하다. 또 에스테르화시켜 바이오디젤이 되는데, 이는 보통 디젤처럼 사용할 수 있다.

### 지열
지열 에너지는 지구 밑에서 올라오는 열 에너지를 사용한다. 두 개의 구멍을 땅에 뚫고, 한 구멍에 물을 주입한다. 뜨거운 암석들이 물을 가열하여 수증기를 만든다. 이 수증기는 나머지 하나의 구멍을 통해 올라와 터빈을 돌리고, 발전기를 작동시킨다. 물의 온도가 끓는점 아래로 내려갈 때를 대비해 끓는점이 낮은 액체를 사용하기도 한다. 지열 에너지의 원천은 화산, 간헐천, 온천 등이 있다. 세계 최대의 지열 발전 시설은 캘리포니아의 “더 게이저스” (The Geysers)로, 750MW 정도의 에너지를 생산하고 있다.

### 조력 발전
조력 에너지는 달의 중력으로 인해 조수가 생기는 위치에 수중 터빈이나 댐을 설치하여 추출한다. 터빈은 발전기를 가동시킬 수도 있고, 가스 압축기를 가동시켜 필요할 때를 대비해 에너지를 저장하는 것도 가능하다. 해안 조수는 청정, 재생 가능, 지속 가능한 에너지 중 하나로 볼 수 있다.

## 화석 연료

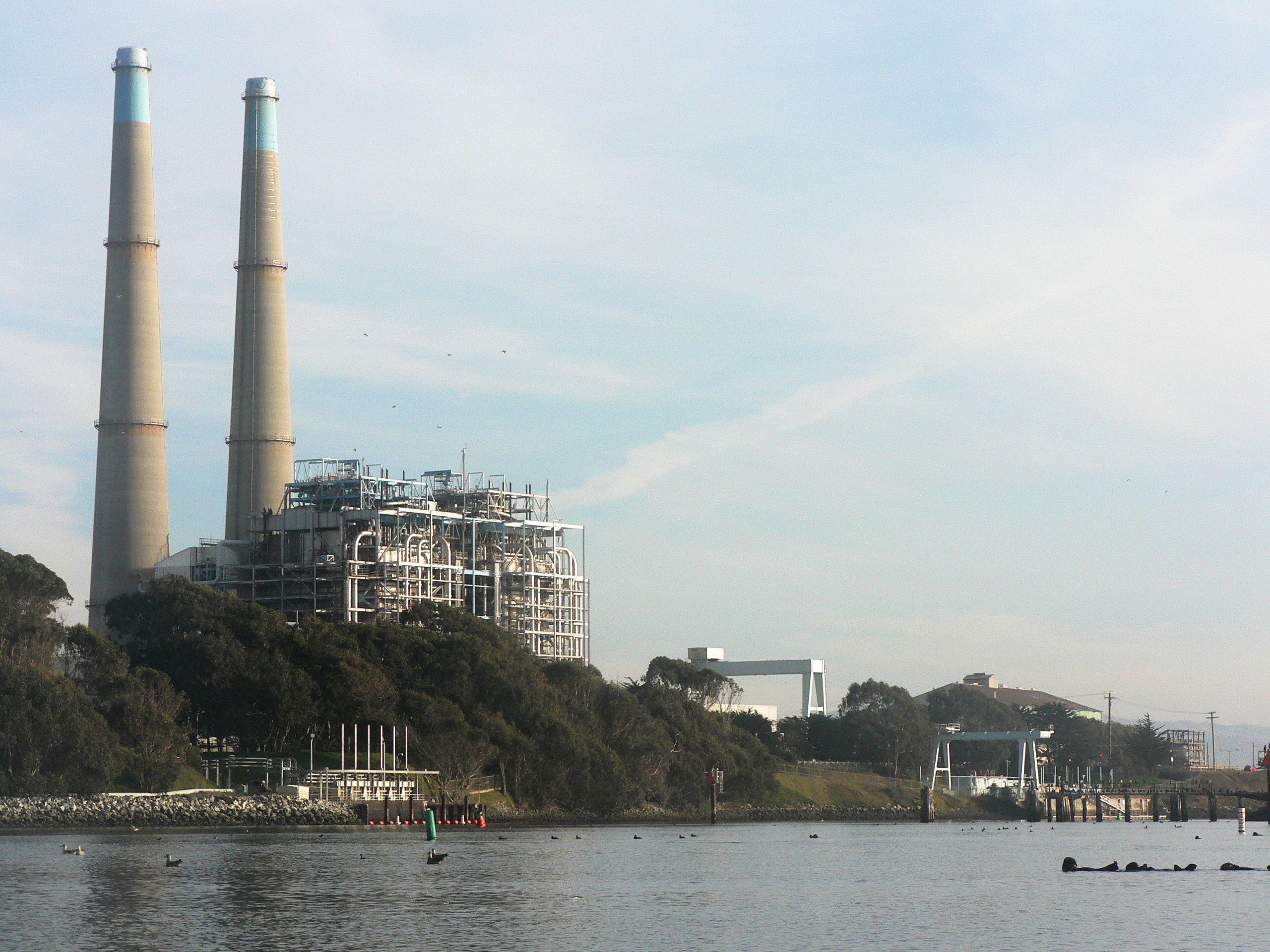
캘리포니아 주에서 천연 가스를 태우는 모스 랜딩 발전소

화석 연료는 과거의 식물 또는 동물들의 잔해물이 분해되어 만들어진 석탄이나 탄화수소 연료를 태워 얻어진다. 주로 쓰이는 화석 연료에는 크게 세 가지: 석탄, 석유, 천연 가스가 있다. 또다른 화석 연료인 액화 석유 가스 (LPG)는 주로 천연 가스를 생산하는 과정에서 얻어진다. 화석 연료를 태워 얻은 열 에너지는 직접 난방 또는 공정 가열에 사용되거나, 기계 에너지로 전환시켜 차량, 산업 공정, 발전기 가동에 사용된다.
화석 연료로 전기를 생산하는 과정에서는 온실 가스가 발생한다. 이는 지구 온난화를 심화시켜 여러 환경 문제를 초래하고 있다.

## 핵 발전

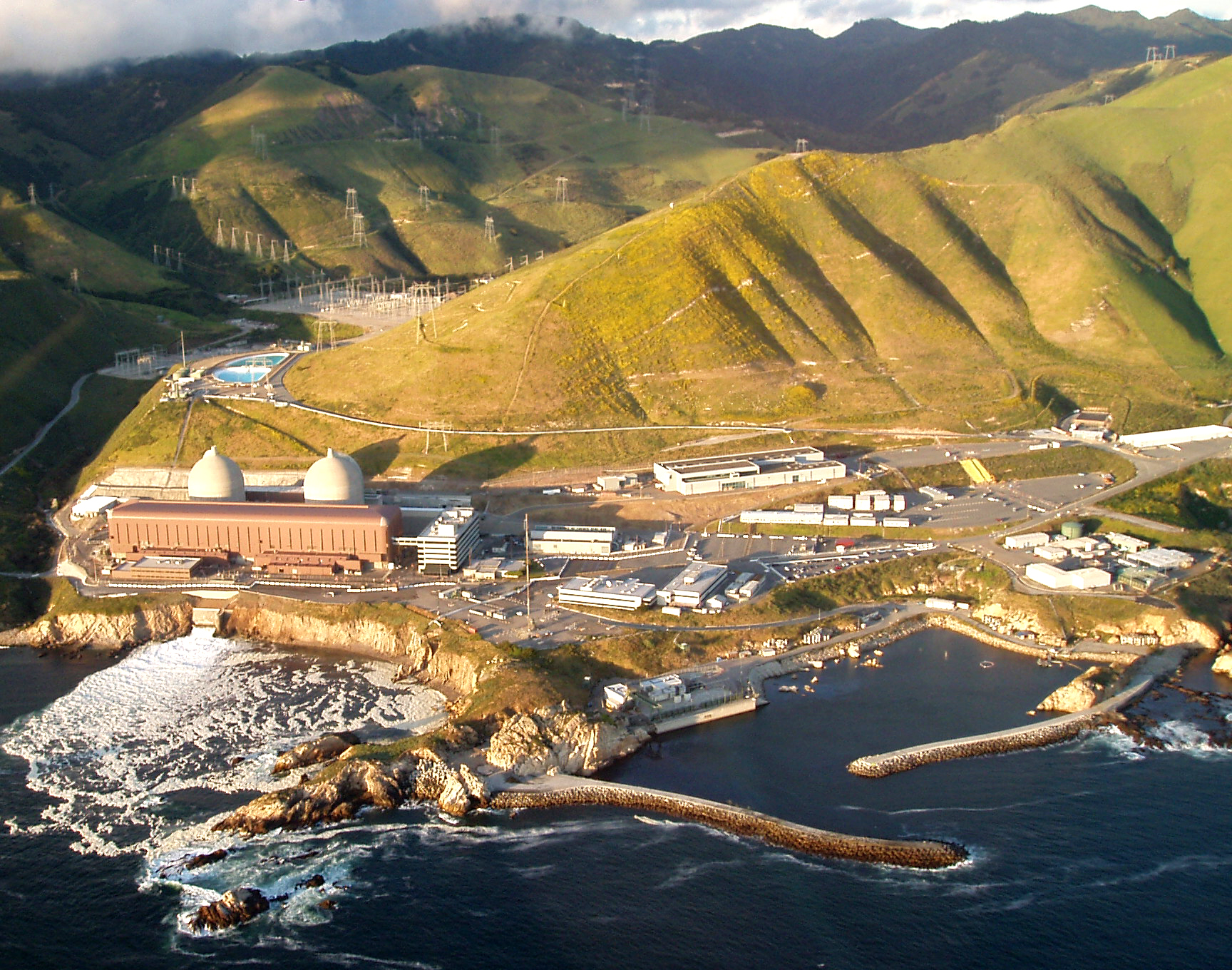
디아블로 캐년 원자력 발전소

### 핵분열
핵 발전소는 원자로 내에서 우라늄-235를 사용하는 핵분열 과정을 통해 에너지를 생산한다. 원자로는 우라늄봉을 사용하는 데, 봉 안에 있는 원자들은 핵분열 과정으로 쪼개져 엄청난 에너지를 만들어내게 된다. 이 과정은 연쇄 반응을 일으켜 다른 원자핵을 계속 분열시킨다. 이 에너지로 물을 가열해 수증기를 만들고, 터빈을 돌려 발전기를 가동시키는 것이다.
핵분열 시 사용하는 연료에 따라, 지구상에 존재하는 연료의 잔존량이 몇십 년부터 수천 년까지 다양하다. 현재와 같은 속도로 사용할 경우, 우라늄-235는 70여년 더 사용할 수 있는 것으로 보인다. 어떤 전문가들은 기술이 발전함에 따라 현재는 경제적으로 이득이 되지 않아 사용하지 않는 저급 우라늄 광석, 더 나아가 화강암과 바닷물도 사용할 수 있을 것이며, 그러므로 현재 추정된 잔존량은 의미가 없다고 말한다. 핵 연료의 가격은 핵 발전에 드는 비용에 크게 영향을 끼치지 않는다; 천연 우라늄 가격이 두 배로 상승한다면 핵 발전 비용은 5% 정도밖에 늘어나지 않는다. 반면, 천연 가스 가격이 두 배가 되면 화석 연료 발전 비용은 60%가 늘어난다.
반대측의 전문가들은, 가격과 생산은 꼭 비례하지 않으며, 광석의 순도가 점점 낮아짐에 따라 추출은 더욱 어려워질 것이고, 기술의 발전에 따라 추출이 용이해질 것이라는 전망은 지나치게 낙관적이라고 주장한다; 예를 들어 화강암에서 우라늄을 추출하는 것은 원자로 내에서 생산하는 에너지의 70배가 들 것으로 추정된다. 현재 열한 개의 국가가 자국의 핵연료 광석이 고갈되었으며, 캐나다만이 1% 이상의 순도를 가진 광석을 채굴하고 있다. 바닷물 역시 광물 원천으로 삼기는 아직은 어려워 보인다.
또다른 대안으로 토륨을 핵분열에 사용하는 것이 있다. 토륨은 원자로 내에서 우라늄-233으로 변환된 후 연료로 사용되는데, 지각 매장량이 우라늄의 세 배에 달한다. 인도는 세계 토륨 매장량의 약 32퍼센트를 가지고 있으며, 현재 우라늄이 바닥난 상태인 만큼 자국을 위해서만 사용할 계획이다.

세계 핵 발전 현황:
파란색: 원자로 가동 중, 새로 건설 중
하늘색: 원자로 가동 중, 새로 건설 계획 중
초록색: 원자로 없음, 새로 건설 중
연두색: 원자로 없음, 새로 건설 계획 중
노란색: 원자로 가동 중, 안정적
빨간색: 원자로 가동 중, 가동 중단이 가까움
검은색: 핵 발전 불법
회색: 원자로 없음

현재 경수로는 발전 효율이 높지 않아, 에너지 낭비를 일으키고 있다. 핵연료 재처리 또는 효율성이 높은 설계의 원자로를 사용하는 방법으로 낭비되는 연료의 양을 줄이고 현재 남아있는 광석들을 효과적으로 사용할 수 있다. 우라늄-235 (천연 우라늄의 0.7퍼센트)를 사용하는 경수로 대신, 증식로는 우라늄-238 (천연 우라늄의 99.3퍼센트)을 플루토늄으로 바꿔 발전에 이용한다. 세계에는 현재 최소 만 년, 최대 50억 년 어치의 우라늄-238이 매장되어있는 것으로 추산되고 있다. 고속 증식로 기술은 여러 원자로에서 사용된 바 있다. 하지만, 고속 증식로인 스코틀랜드의 돈레이로, 일본의 몬쥬 원자로, 프랑스의 슈퍼피닉스 등은 모두 기술적 한계로 경제성이 낮아 폐로되었다. 중국은 현재 증식로를 건설할 계획을 세우고 있다.
노심 용융 등의 원자로 사고의 가능성은 대중들의 두려움을 샀으며, 스리마일섬 원자력 발전소 사고과 체르노빌 사고 등은 더욱 이런 두려움을 키웠다. 현재 그러한 사고가 일어나게 한 기술적 결함을 극복하기 위해 수동적 안전 장치를 갖춘 원자로가 개발되고 있다. 그러나 역사적으로는, 원자력 발전으로 인한 사망자보다 화석 연료 및 수력 발전으로 인한 사망자가 더 많다. 또 핵 발전은 핵무기 기술과 직접적으로 연관되어 있기도 하다. 대안으로 SSTAR (소형, 폐쇄형, 수송 가능, 자율, 원자로)이 연구 중에 있다.
장기적인 방사능 폐기물의 보관 문제는 아직 해결이 완전히 되지 않은 상태다. 현재 지하 저장고를 만드는 것을 대책으로 생각 중이다. 핵 폐기물은 다른 화학 폐기물에 비해 저장 공간이 적게 필요하다. 현재 다 쓴 연료봉은 원자로 근처의 콘크리트 통에 보관하고 있다. 폐기물의 양은 여러 방법으로 줄일 수 있다. 핵연료 재처리와 고속 증식로도 그런 방법 중 하나다. 아임계 원자로 역시 폐기물 저장 시간을 크게 단축시키는 것은 물론, 이미 만들어진 폐기물도 처리가 가능할 것으로 기대된다. 현재 폐기물을 장기적으로 관리할 수 있는 방법은 땅에 저장하는 방법 뿐이다.
에너지 회수율 (EROI)은 사람마다 주장이 조금씩 다르다. 옹호론자들은 4-5개월이면 에너지 생산량이 초기 에너지 투자량을 넘어선다고 주장하였다. 반대론자들은 어느 광석에서 연료를 추출하였는지에 따라 회수율이 다르므로, 완전한 회수는 10~18년까지도 걸릴 수 있다고 주장하며, 옹호론자들의 주장은 순도 높은 광석을 사용하였을 때에 한정된 것이라고 반박한다.
또, 옹호론자들은 비교적 빠르게 발전소의 숫자를 늘리는 것이 가능하다고 주장한다. 현재 일반적인 원자로 설계는 3-4년 정도가 걸린다. 인도, 중국 등 개발 도상국들은 빠르게 핵 에너지 사용을 늘리고 있다. 그러나, 핵 에너지에 관한 외교 협회 보고서는 핵 발전의 빠른 확장은 원자로용 콘크리트, 강철, 숙련공과 엔지니어 등 필요한 자원의 부족을 부를 수 있다고 주장하였다. 이는 에너지 비용을 상승시키는 원인이 될 것이다.
녹색당/유럽자유연대 (EFA)에서 발간한 “세계 핵 산업 상태 보고서 2007”에 따르면 핵 발전은 감소 중이다. 보고서에서는 핵 에너지 발전이 5년 전보다 5개 줄은 21개국에서 이뤄지고 있으며, 공사중인 핵 발전소는 32개로 1990년대 말보다 20개나 적다고 발표하였다.

### 핵융합
핵융합 발전은 핵분열 발전이 가진 많은 문제를 해결해줄 수 있을 것으로 기대되나, 1950년대부터 연구가 진행되었음에도, 2050년 전까지는 상업 핵융합 원자로가 건설되지 않을 것으로 보인다. 아직도 많은 기술적 문제가 존재한다. 현재 연구 중인 원자로는 수소의 동위원소인 중수소를 사용하는 것이며, 리튬을 연료로 사용하는 것도 있다. 핵융합 에너지 아웃풋이 현재 세계 에너지 생산량과 맞먹으며 이는 증가하지 않는다고 가정할 때, 현재 리튬 저장량은 3000년 정도 사용 가능하고, 해수에서 리튬을 추출할 경우 6000만 년 사용 가능하다. 중수소만을 사용하는 경우 해수의 에너지 매장량은 1500억 년 어치에 이른다.

## 에너지원에 따른 비용
다음 자료는 탄소세를 포함하지 않은 에너지 발전 비용이다.
여러 국가에서 에너지 보조금을 책정하고 있다. 현 미국 정부는 화석 연료에 대해 매해 5570억 달러를 보조금으로 제공하고 있다. 이뤄진 국제적 연구에 따르면, 세금을 도입하지 않고도, 보조금과 무역 장벽 제거를 통해 발전 효율을 높이고 환경 손상을 줄일 수 있다고 한다. 이런 보조금을 없앨 경우 온실 가스 배출을 줄이고 경제 성장을 고무시킬 수 있을 것으로 보인다.

## 에너지 발전 효율 올리기
에너지 효율은 매해 약 2% 씩 오르고 있다. 이미 사용 가능한 에너지의 사용 효율을 개선하는 기술, 예를 들면 고효율 형광등, 엔진, 단열 장치 등이 속속 개발되고 있다. 열 교환기를 사용하면, 버리는 온수와 따뜻한 공기에서 어느 정도의 에너지를 회수하는 것이 가능하다. 열분해를 사용한 탄화수소 연료 생산도 이런 기술의 예로, 탄화수소 폐기물에서 에너지를 회수할 수 있게 해준다. 현존하는 발전소들 역시 신기술을 통해 효율을 개선할 수 있다. 신설된 발전소들은 효율을 높이기 위해 폐열 발전 등의 기술을 사용한다. 또, 자연형 태양광 시스템 등의 기술이 건물 설계에 도입되고 있다. 발광 다이오드도 기존의 전구가 사용되던 분야를 대체하고 있다.
대중 교통 수단도 일반 차량을 사용하는 것에 비해 에너지 효율을 증가시킨다. 일반 차량의 엔진은 끊임없이 에너지 효율을 개선해왔으며, 앞으로도 신재료를 도입하여 무게를 줄이는 등의 개선으로 효율을 계속 높여갈 것이다. 하이브리드 차량은 엔진을 더 효율적으로 작동시키고, 감속 과정에서 에너지를 회수하고, 엔진 공회전이 지속되면 모터를 끄는 등의 기능으로 에너지를 절약할 수 있다. 더 효율이 높은 세라믹 혹은 디젤 엔진은 연비를 늘릴 수 있다. 자기부상열차, 트롤리버스, PHEV 같은 전기자동차는 연소 방식의 엔진보다 효율이 높아, 에너지 소비량을 1/2 ~ 1/4 정도로 낮출 수 있다. 1~2인승 차량인 마이크로카나 오토바이도 대안으로 여겨지고 있다.
전기 배분 방식도 미래에는 바뀔 것이다. 소규모 에너지원을 소비자 거주 지역 근처에 위치시켜, 에너지 손실을 줄이는 것이다. 초전도체나 전력 효율 교정 (PFC) 역시 에너지 손실을 줄일 수 있는 신기술이다. 분산 발전은 스스로 전기를 발전하여 사용하는 “소비자”들이 남는 전기 에너지를 전국 에너지망에 공급할 수 있도록 해준다.

## 에너지 전달
새로운 에너지원이 개발되는 일은 현재에 와서는 매우 드문 사건이나, 에너지 배급에 관련한 기술은 끊임없이 발전하고 있다. 예를 들어, 자동차의 연료 전지의 사용은 일종의 촉망 받는 에너지 전달 기술이다. 현재 개발된 중요 에너지 전달 방법들은, 앞에서 다루었던 에너지원에 부분적으로 의존하고 있다.

### 화석 연료
선적(船積)은 여러모로 적용 가능한 에너지 전달 기술로, 이미 광범위한 에너지원에서 사용되고 있다. 현재, 석탄, 석유와 부산물들이 배, 철도, 도로로 운반되고 있다. 석유와 천연 가스는 송유관을 통해, 석탄은 슬러리 수송관을 통해 운반되기도 한다. 가솔린, LPG 같은 정제 탄화수소 연료는 비행기를 통해 운반되기도 한다. 에탄올은 관을 부식시키는 성질 때문에 수송관을 사용할 수 없다. 에탄올 운반과 저장의 비용이 높은 점은 여러모로 난관으로 작용하고 있다.

### 전기

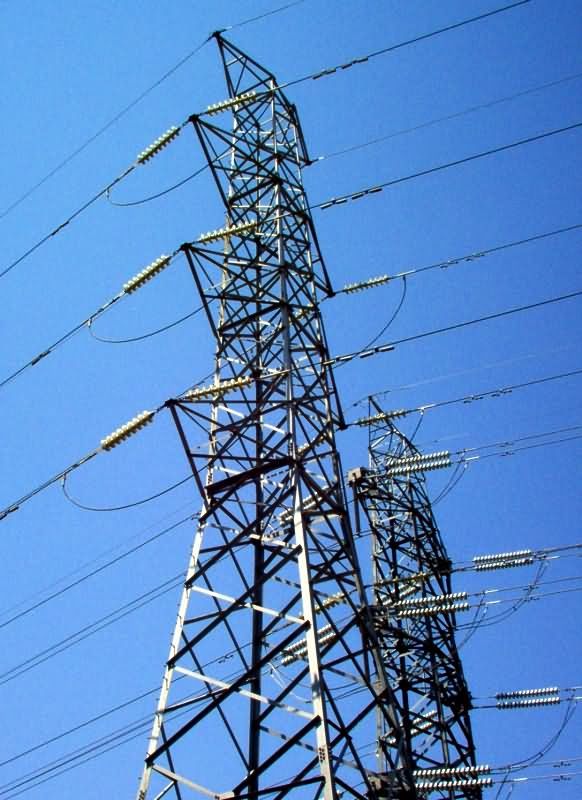
송전망: 송전탑과 전선으로 전기가 수송된다

송전망은 전기를 생산한 지역에서 소비자에게 전력을 수송하기 위한 전력망이다. 생산 지역은 일반적으로 원자로, 석탄 발전소 등의 발전소이다. 변전소, 변압기, 송전탑, 전선과 파이프 등으로 전력을 일정하게 공급할 수 있다. 전력망은 주로 날씨 변화에 의해 일시적인 정전이나 전압 저하 등의 사고를 겪을 수 있다. 일부 극단적인 우주 기후 상태가 이어질 때는 태양풍이 송전에 영향을 끼칠 수 있다. 또, 전력망에는 송전력이 있어 이 이상 전력이 실리지 않게 한다. 전력 요구량이 최대 공급량을 넘어설 경우, 정전이 일어난다. 이 경우 이러한 문제를 막기 위해, 전력 할당이 이뤄진다.
캐나다, 미국, 오스트레일리아 등의 산업 국가는 1인당 전력 소비량이 가장 높은 국가들로, 이는 광범위하게 펼쳐진 전력망에 의해 가능하다. 미 전력망은 매우 발전된 기술을 가지고 있으나, 최근 기반 시설 유지 문제가 대두되고 있다. CurrentEnergy 사이트에는 캘리포니아, 텍사스, 그 외 미국 동북부의 전력 요구량과 공급량을 실시간으로 확인시켜준다. 소규모 전력망을 갖춘 아프리카 국가들은 그에 따라 1인당 전력 소비량도 적다. 세계에서 가장 강력한 전력망 중 하나는 호주 퀸즈랜드에 존재한다.

## 저장
에너지 저장 방식은 여러 가지가 개발되었으며, 전기 에너지를 일종의 위치 에너지로 전환시키는 방식이다. 저장 방식은 안전성, 에너지 수송 및 방출의 용이성 등에 따라 결정된다.

### 화학 에너지
일부 천연 에너지는 화석 연료 같은 안정된 화합물에서 발견된다. 대부분의 화학 에너지 저장은 생물학적 작용으로 화학 결합에 에너지가 저장되어서 만들어진다. 인위적인 형태의 화학 에너지 저장으로는 수소 연료, 합성 탄화수소 연료, 건전지, 폭약 (예: 다이너마이트) 등이 있다.

### 중력 에너지 및 수력 에너지
댐은 남는 에너지로 물을 끌어올려 저수지에 저장하는 방식으로 에너지를 저장할 수 있다. 전기 에너지가 필요할 때는 이 과정이 역으로 행해진다. 그렇게 되면 물은 터빈을 돌려 전기를 생산하게 된다. 수력 발전은 가장 중요한 에너지원 중 하나로, 세계의 전력의 20%를 책임지고 있다.

### 열 에너지
열 에너지를 저장하는 기술은 여러 가지가 있다. 예를 들어, 태양열 에너지는 태양열 저장소에 저장하여 필요할 때 사용할 수 있다. 냉각을 위한 열 에너지는 얼음의 형태로 저장할 수 있다.

### 기계적 압력
에너지는 고압 기체 또는 진공 상태에 저장될 수 있다. 압축 공기는 차량 또는 연장을 작동시키는 데 사용될 수 있다. 대규모 압축 공기 저장 시설들은 전력 요구량이 최대인 시간에 추가적인 에너지를 제공하기 위해 쓰인다.

### 축전기
전기 에너지는 축전기에 저장될 수 있다. 축전기들은 카메라 플래시 등 고강도의 에너지 방출이 필요할 때 사용된다.

### 수소
수소는 천연 가스의 수증기 개질법을 사용하여 77퍼센트의 열효율로 생산될 수 있다. 이 방법으로 생산된 수소는 일종의 부산물이다; 물의 전기 분해를 통해 생산했을 경우에는 화학 에너지 저장의 형태를 띠게 된다. 저장된 수소는 첫 번째, 연료 전지를 통해 산소와 반응하면서 물을 만들고, 이 과정에서 전기를 생산할 수 있고, 두 번째, 내연 기관에서 직접 연소시켜 사용할 수 있다.

### 차량

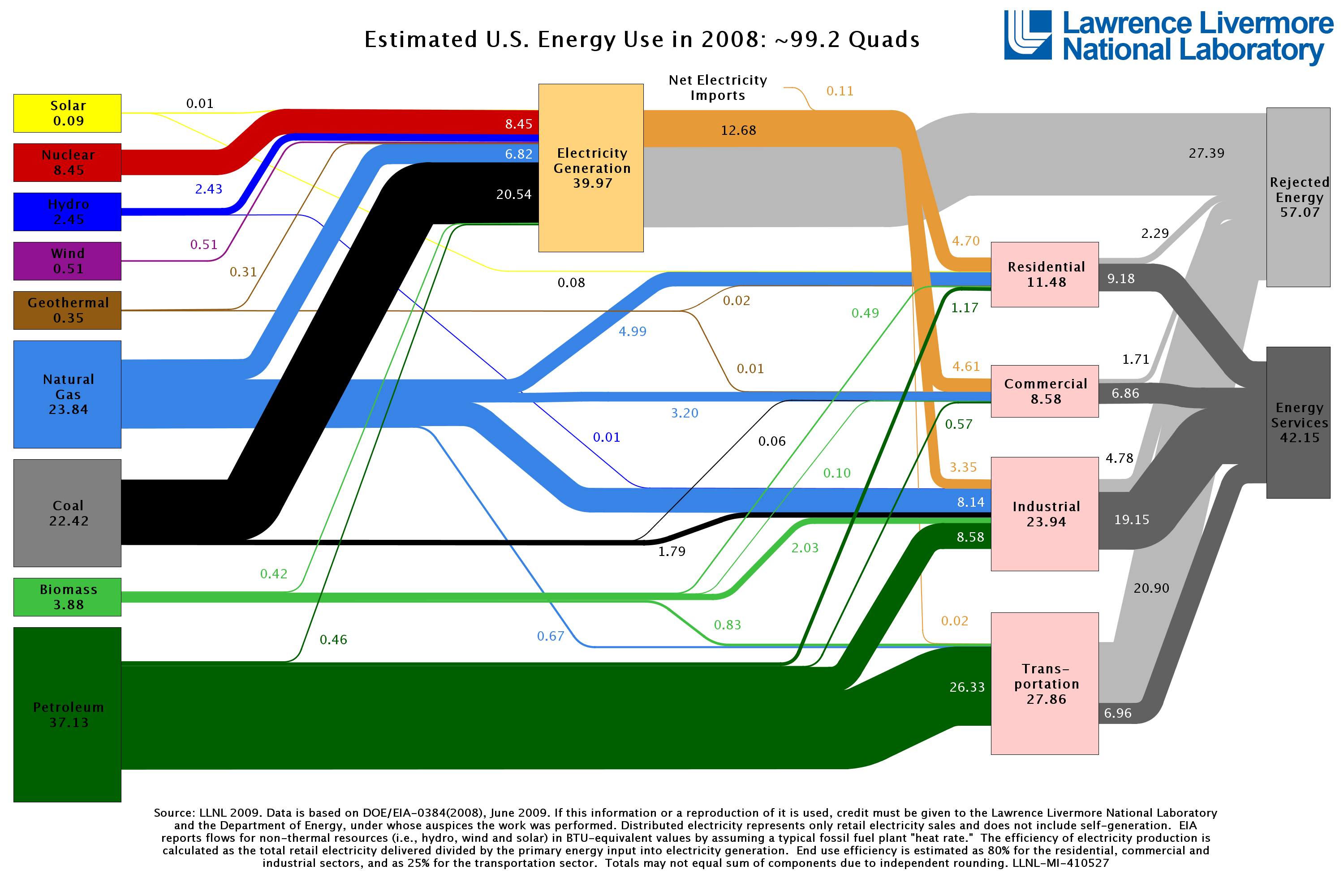
2008년 미국의 에너지 흐름

#### 화석 연료
석유와 천연 가스는 대부분의 차량의 에너지를 공급하고 있다.

#### 건전지
건전지는 에너지를 화학 에너지의 형태로 저장한다. 건전지는 전기자동차에서는 주 에너지 공급원이다. 전기자동차는 사용하지 않을 때는 전국 전력망으로 전기를 충전할 수 있다. 에너지 공급 형태가 전기므로, 풍력 발전, 태양 에너지 발전, 지열 발전, 핵 발전 또는 수력 발전 같은 전기 발전도 직간접적으로 자동차를 작동시킬 수 있다.

#### 압축 공기
인도 회사 타타 모터스는 원캣이라는 이름의 압축 공기로 달리는 자동차를 2008년까지 내놓겠다고 한 바 있다. 이 차는 세계적인 관심을 모았으나 2009년 12월 타타 모터스의 엔지니어링과 부장이 직접 기술적 한계에 부딪혔음을 시인한 바 있다.

## 지속 가능성

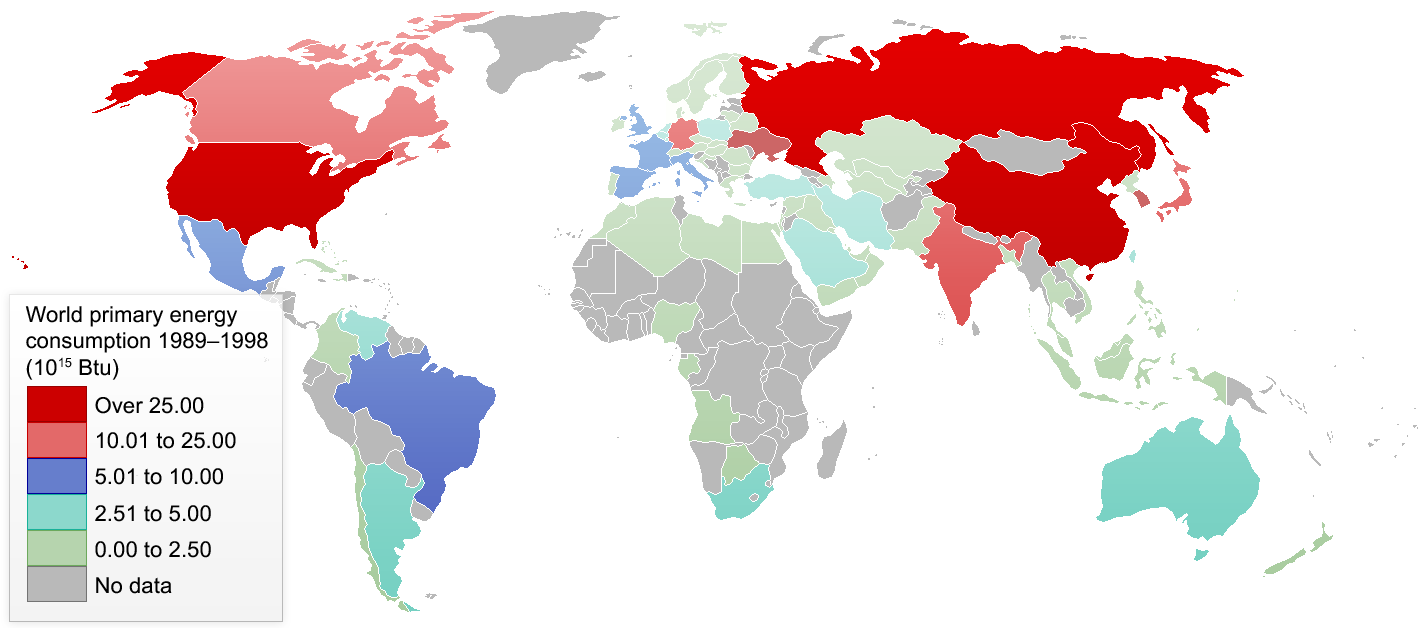
1989년에서 1999년까지의 에너지 소비량

환경 운동가들은 에너지 사용과 개발의 지속성을 강조한다. 재생가능 에너지는 생산에 있어 지속성이 있다; 현재 사용 가능한 에너지들은 앞으로 수백만, 수억년 정도는 사용할 수 있을 것이다. “지속성”이란 환경이 에너지 부산물을 처리할 수 있는 정도를 말하는데, 특히 대기 오염이 핵심이 된다. 풍력, 태양, 수력 발전처럼 부산물이 없는 발전은 이상적인 지속성을 가지고 있다고 할 수 있다.
석탄, 석유, 천연 가스 같은 화석 연료는 재생가능 에너지가 아니다. 예를 들어, 피크 오일의 시기는 전 세계적으로 논란이 벌어지고 있지만, 이미 어떤 나라에서는 일어나고 있는 일이다. 화석 연료는 현재 세계의 1차 에너지원의 대부분을 차지하고 있기도 하다. 전 세계 에너지 요구량이 증가하고 있는 만큼, 대체 에너지원의 필요성도 커지고 있다. 화석 연료는 온실 가스 방출의 주요 원인이며, 소비량을 줄이지 않을 경우 지구 온난화 등의 부작용이 우려된다.
에너지 절약은 에너지 개발의 대안 혹은 부가적 과정이다. 이것은 에너지를 더욱 효율적을 사용하여 요구량을 줄이는 것이다.

## 회복력

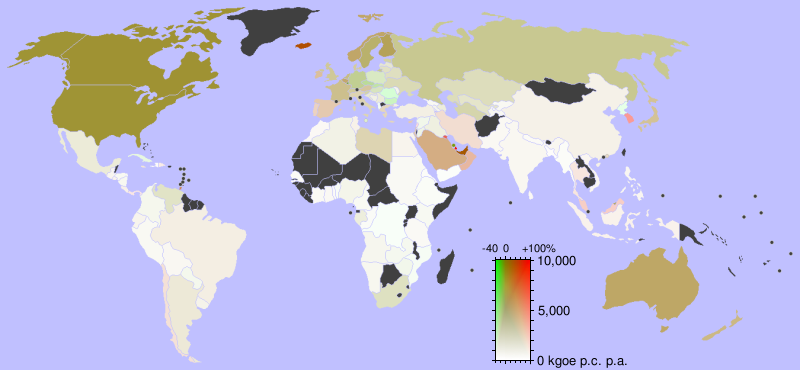
1인당 에너지 소비량 (2001). 빨간색은 90년대 동안의 소비량 증가, 초록색은 소비량 감소

어떤 이들은 “에너지 독립”이라는 개념 대신 “에너지 회복력”이라는 개념이 경제적, 현실적인 에너지에 더 맞아떨어지는 단어라고 얘기한다. 에너지 회복력은 에이모리 로빈스의 저서 《불안정한 힘: 국가적 안정을 위한 에너지 전략》(Brittle Power: Energy Strategy for National Security)에서 상세히 다룬 개념이었다. 로빈스는 국내 에너지원을 사용하는 것을 더 이상 안정적일 수 없으며, 이는 미국의 상호의존적이고 나약한 에너지 기반 구조가 진정한 약점이기 때문이라고 주장하였다. 가스관, 전력망 같은 중요 구조는 중앙화되어있어 쉽게 전국적인 붕괴가 오기 쉽다. 그는 “회복력 있는 에너지 공급”이 국가 안정과 환경을 위해서 중요하다고 결론내렸다. 또, 에너지 효율과 재생가능 에너지에 초점을 맞춘, 분산화된 정책을 제안하였다.
2008년 인텔의 전 대표 앤디 그로브 역시 에너지 회복력의 개념을 옹호하면서, 완전한 에너지 독립은 세계 에너지 시장의 흐름에 비춰볼 때 불가능한 일이라고 역설하였다. 그는 에너지 회복력을 에너지 공급의 변동에 적응할 수 있는 능력으로 정의하였다. 전기는 다양한 에너지원으로 만들어질 수 있다. 다양한 에너지 공급이 존재한다면 한 공급원이 사라져도 영향이 덜할 것이다. 그는 전기란 “끈적하다” (sticky)는 표현을 쓰면서, 미국에서 만들어진 전기는 수출될 수 없고 자국 내에서만 쓸 수 있다고 하였다. 그로브는 에너지 회복력을 위해선 미국의 자동차 산업을 가솔린 자동차에서 전기 자동차 중심으로 바꾸는 것이 가장 중요하다고 말하였다. 이것은 전력망의 현대화와 확장을 가져다줄 것이다. 스마트 그리드, 즉 지능형 전력망과 관련된 기술 발전은 다량의 전기 자동차의 충전에 필요한 전력도 감당할 수 있게 해줄 것이다.

## 미래

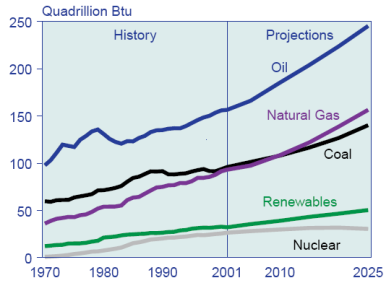
세계 에너지 소비량

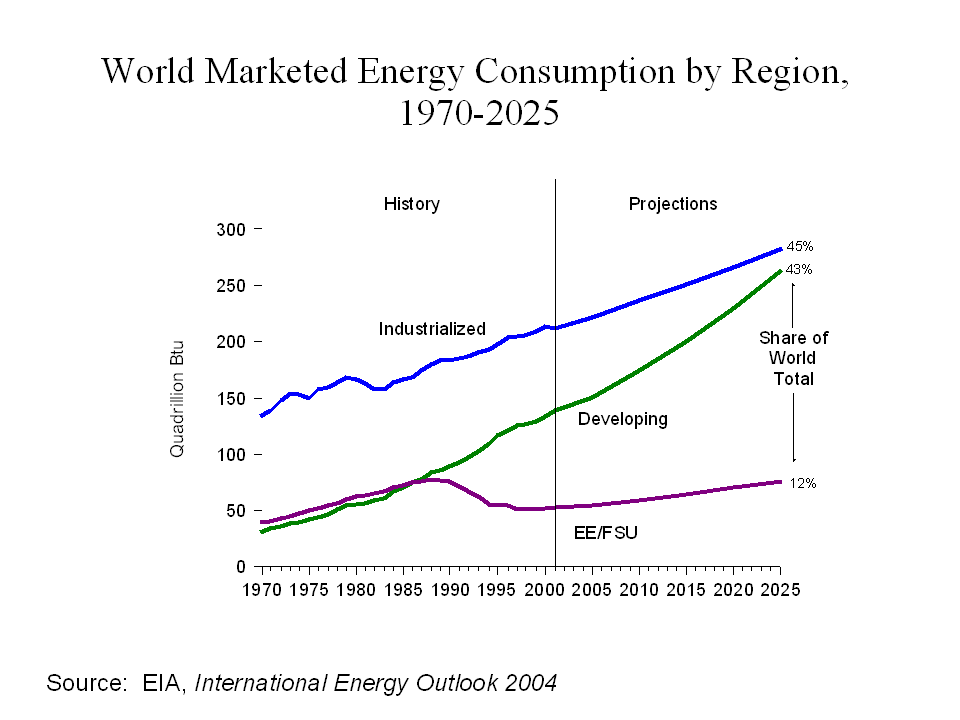
세계 에너지 소비량의 분할량이 증가하고 있으며, 이는 개발 도상국에 의해 사용될 것으로 보인다. 출처: EIA.

에너지에 관한 미래 예측 중 어떤 것은 맬서스 재앙과 깊은 관련이 있다. 이는 “성장 억제” 개념에 의해 작성된 시나리오에 기반을 둔 과학적 모델들이다. 이러한 모델들은 여러 미래 전략을 분석할 수 있는 기회를 제공하고, 그에 따라 인류에게 최적인 길을 찾아내는 것이 목표다. 단기적 에너지 위기는 에너지 개발에 있어 가장 큰 문제다.
에너지 생산은 초기의 에너지 투자가 필요하다. 석유 시추 또는 풍력 발전을 위한 풍차 건설 모두 에너지가 필요한 작업이다. 현존하는 화석 연료원들은 점점 추출 및 에너지 전환이 어려워지고 있다. 그러므로 에너지 투자량도 커진다. 만약 투자 비용이 생산 에너지보다 많아진다면, 화석 연료도 더 이상 에너지로 사용할 수 없게 된다. 물론 플라스틱, 비료 등을 만들기 위해서 화석 에너지원 (석탄, 석유)을 사용할 순 있겠으나 더 많은 에너지가 들어갈 것이다. 새로운 기술이 개발되면 에너지 투자량을 조금 줄일 수는 있겠지만, 물리학적으로 들어가는 에너지의 최소량은 정해져있다.
1950년과 1984년 사이에, 녹색 혁명이 전 세계의 농업을 변화시키면서, 세계 곡물 생산량은 2.5배로 증가하였다. 녹색 혁명 시 필요한 에너지는 비료 (천연 가스), 살충제 (석유), 관개 시설에 사용된 탄화수소 연료 등 화석 연료였다. 이렇듯 피크 오일의 시점이 다가옴에 따라, 농업을 위해서라도 지속 가능한 에너지 개발이 시급한 과제로 다가오고 있다.

### 역사적 예견
산업 혁명의 시작 이래로 미래의 에너지에 관한 예견은 경제학자들 사이에서 빈번이 이루어져왔다.
- 1865 — 윌리엄 스탠리 제번스는 “석탄 문제”에서 석탄은 곧 고갈될 것이며 석유도 효율적인 대체안이 될 수 없다고 주장하였다.
- 1885 — 미국 지질조사국: 캘리포니아 주에는 석유가 있을 확률이 거의 없다.
- 1891 — 미국 지질조사국: 캔자스나 텍사스 주에는 석유가 있을 확률이 거의 없다.
- 1939 — 미국 내무부: 석탄 현존량은 13년 어치뿐.
- 1951 — 미국 내무부, 석유 및 가스 분과: 석탄 현존량은 13년 어치뿐.
- 1956 — 지구물리학자 M. 킹 허버트는 미국의 석유 생산량이 1965~1970년에 정점을 찍을 것으로 보았다 (1971년에 정점이었음). 또 1956년 데이터에 기반하여 세계 석유 생산량은 반세기 내에 하락을 시작할 것으로 보았다. 이를 허버트 정점 이론이라고 한다.
- 1989 — 콜린 캠벨이 피크 오일 시기를 예견.[68]
- 2004 — OPEC은 2025년 석유 생산량이 현재의 두 배가 될 것으로 추정[69]

또 역사적으로, 전혀 에너지 주입이 필요치 않은 영구 기관을 제작하려는 시도도 많이 있어왔다. 이는 현재 열역학 법칙에 따라 허황된 이야기로 간주되고 있다.

## 같이 보기
- 에너지
- 재생가능 에너지
- 에너지 절약
- 전력 소비에 따른 나라 목록

## 참고 서적
- 페르디 시트, 페터 그루스 저, 이신철 역, 《에너지의 미래》, 에코리브르, 2010년 4월 5일
- 김도연 저, 《기후 에너지 그리고 녹색 이야기》, 생각의나무, 2010년 2월 14일
- 윤천석 저, 《신재생에너지》, 인피니티북스, 2009년 9월 10일
- 정석진 저, 《에너지와 환경》, 삼성북스, 2011년 1월 13일
- Godfrey Boyle 저, 김원정 역, 《신재생에너지》, 한티미디어, 2010년 2월 25일
- Serra, J. Alternative Fuel Resource Development, Clean and Green Fuels Fund, (2006).
- Bilgen, S. and K. Kaygusuz, Renewable Energy for a Clean and Sustainable Future, Energy Sources 26, 1119 (2004).
- Energy analysis of Power Systems, UIC Nuclear Issues Briefing Paper 57 (2004).
- Silvestre, B. S., Dalcol, P. R. T. Geographical proximity and innovation: Evidences from the Campos Basin oil & gas industrial agglomeration — Brazil. Technovation (2009), doi:10.1016/j.technovation.2009.01.003